# Жарувка (Підкарпатське воєводство)
Жарувка (пол. Żarówka) — село в Польщі, у гміні Радомишль-Великий Мелецького повіту Підкарпатського воєводства.
Населення — 911 осіб (2011).
У 1975-1998 роках село належало до Тарновського воєводства.

## Демографія
Демографічна структура станом на 31 березня 2011 року:
|          | Загалом | Допрацездатний вік | Працездатний вік | Постпрацездатний вік |
| -------- | ------- | ------------------ | ---------------- | -------------------- |
| Чоловіки | 449     | 115                | 277              | 57                   |
| Жінки    | 462     | 95                 | 249              | 118                  |
| Разом    | 911     | 210                | 526              | 175                  |